# Англо-американская война
Англо-американская война 1812—1815 годов (англ. War of 1812, «война 1812 года») — вооружённый конфликт между США и Великобританией в период наполеоновских войн.
Конфликт получил у американцев название «Вторая война за независимость», поскольку подтвердил статус США как суверенной страны. В конфликт на стороне Великобритании были вовлечены многие племена индейцев.

## Предпосылки
Во время противостояния континентальной блокаде британский флот пытался расстроить франко-американские торговые связи, захватывал американские суда, часто под предлогом того, что на них скрываются английские моряки-дезертиры (так называемые «пресс»). После инцидента с фрегатом «Чесапик» и принятия законов об эмбарго в 1807 году и о прекращении отношений в 1809 году в США, особенно в Новой Англии, сформировалась «партия войны». Тогда в Конгресс были избраны «военные ястребы», выступавшие за войну с Англией и рассчитывавшие расширить территорию США за счёт Канады и Флориды. За освобождение канадцев от «британского ига» выступал и тогдашний президент Томас Джефферсон. Следующий президент Джеймс Мэдисон и конгресс 18 июня 1812 года объявили войну Англии.

## Численность войск сторон
Британские силы, которые могли быть тотчас же введены в действие, ограничивались небольшим отрядом в 4500 человек регулярных войск, находившихся в распоряжении генерал-губернатора Канады Джорджа Прево. Он мог ещё надеяться на содействие индейских племён, населявших район западных пограничных поселений, вождь которых Текумсе следил за возникшим раздором и был готов воспользоваться им. Он двинулся от Мичигана к Алабаме, убеждая племена соединиться против американцев.
В регулярной армии США состояло только 6744 человека, несмотря на то, что за 6 месяцев перед этим Конгресс США принял закон, увеличивавший армию до 35 тысяч человек.

## Военные действия

### 1812 год
Военные действия начались в июне 1812 года. В войне с обеих сторон участвовали индейцы: в союзе с англичанами выступали шони во главе с Текумсе, на стороне американцев выступали Пять цивилизованных племён (генерал Пушматаха). Велась также интенсивная морская война. Английская эскадра из 5 кораблей блокировала американские берега; со своей стороны, американские штаты выпустили множество каперов, которыми было захвачено более 200 английских торговых судов.
Американцы решили вести наступательную кампанию. Предполагалось, что главная армия двинется от озера Шамплейн к Монреалю, в то время как три колонны, состоявшие, главным образом, из милиции, вторгнутся в Канаду у Детройта, Ниагары и Сакетс-Харбора. Подробности плана не были установлены; не было назначено и время для начала общего движения. Американская граница охранялась гарнизонами в следующих, далеко отстоявших друг от друга, пунктах: Платсберг, порт Сакетс, Ниагара, Детройт, форт Дирборн (Чикаго) и форт Макино при слиянии озёр — Гурона и Мичигана.
Со стороны Канады имелись гарнизоны в Монреале, Куинстоне против Сакетс-Харбора, в фортах Эри и Джордж против Буффало, и форт Малден у устья реки Детройт. Британцы владели озёрами, имея на них маленькие эскадры, что давало им возможность быстро сосредоточивать войска к различным пунктам, в то время как американцы должны были двигаться кружным путём и прокладывать себе дорогу через леса и болота.
Военные действия начались в июне наступлением американской колонны Халла (1600 человек) от Дейтона к городу Детройт, которого отряд достиг 5 июля. 12 июля Халл перешёл реку Детройт. Британская милиция, охранявшая переправы через реку, отступила за реку Канард, на 12 миль ниже, не сделав ни одного выстрела. Халл занял Сандвич, был хорошо принят его жителями и выпустил прокламацию, призывавшую их присягнуть на верность США. Он решил, из опасения больших потерь, не штурмовать близлежащий британский форт Мальден (гарнизон около 500 человек) и вообще бездействовал.
Между тем, 24 июля один из разведывательных отрядов Халла был внезапно атакован неприятелем и отброшен с уроном. Начиная с этого времени, каждый день приносил Халлу тревожные известия. Британцы усилили укрепления Мальдена и 8 августа получили подкрепления из Ниагары. Наконец, пришло известие, что британский отряд, усиленный индейскими воинами, овладел американским фортом Макино и двинулся на Детройт. Это вынудило Халла повернуть назад и переправиться обратно через реку к форту Детройт. Гарнизон форта Детройт состоял из 800 человек; его укрепления давали возможность оказать неприятелю продолжительное сопротивление. Но он был удалён от американских поселений, и единственный путь сообщения с ним пролегал на протяжении 60 миль вдоль озера Эри, где господствовал британский флот. Халл понимал опасность своего положения и хотел отступить за реку Манли, но, по совету своих подчинённых, решил здесь остаться. Он выслал к югу отряд в 600 человек с целью восстановления связи с Огайо и доставки провианта, оставленного у Виноградной реки. В 14 милях южнее форта отряд встретил небольшую колонну противника и разбил её. Но затем не пошёл дальше, а повернул обратно к Детройту. Между тем, с 13 августа британцы, подошедшие к реке со стороны Канады, начали устанавливать на берегу свою артиллерию, чтобы бомбардировать форт.
14 августа Халл сделал вторую попытку восстановить свои коммуникации на юге высылкой небольшого отряда Мак-Артура (350 чел.), но неудачно. Британский генерал Брок, командовавший войсками, сосредоточившимися у форта Мальдена, предложил Халлу сдать Детройт, что вынудило Халла приготовиться к обороне. Он вернул Мак-Артура и послал Броку отказ. Тогда два британских военных судна направились вверх по реке, а батарея открыла огонь по городу и форту. Ночью отряд из 600 индейцев перешёл через реку ниже форта и отрезал отряд Мак-Артура от войск Халла. Перед рассветом 16 августа сам Брок с 330 военнослужащими из регулярных войск, 400 человек милиционеров и 5 орудиями, перешёл через реку для того, чтобы штурмовать форт. Халл имел 1000 человек внутри форта; отряд Мак-Артура находился в нескольких милях. Несмотря на численное превосходство своих сил, Халл не дождался штурма и поднял белый флаг. Британцы заняли форт Детройт. Солдаты регулярной американской армии были взяты в плен, а ополченцев англичане отпустили домой.
Накануне падения форта Детройта пал другой американский форт, Дирборн, захваченный отрядом индейцев. С его падением американцы потеряли свои позиции на западных озёрах.
В восточном районе до октября не было предпринято никаких наступательных действий. Командовавший здесь американскими войсками генерал Дирборн должен был оказать содействие Халлу энергичным наступлением в направлении на форт Ниагара, но он совершенно бездействовал. Это дало возможность Броку сосредоточить свои войска на подступах к Детройту, чтобы нанести поражение Халлу, а затем вернуться обратно к Ниагаре. Против Куинстона, занятого английским гарнизоном численностью в 300 человек, оперировал американский отряд (5000 человек) генерала Стивена Ван Ренсселера, отделённый от неприятельского города рекой Ниагарой. Ночью 10 октября Ван Ренсселер пытался перейти реку, чтобы атаковать Куинстон, однако это ему не удалось. Ночью 13 октября попытка была возобновлена, и американцы, высадившись на канадском берегу, захватили высоты Куинстона. Но в это время к британцам прибыли подкрепления, отбросившие американцев с высот и вынудившие их сдаться. Стоявший на другом берегу отряд американской милиции отказался перейти реку, чтобы подать помощь своим соотечественникам. За это поражение Ван Ренсселер был сменён; его заменил генерал Александр Смит.
Тем не менее его действия оказались столь же неудачными. Он предполагал форсировать реку Ниагару у Чёрной Скалы 28 ноября, но, вследствие плохой организации, переправа через реку не удалась; затем возникли беспорядки в рядах милиции, которая начала расходиться по домам. Смит был отрешён от должности. Между тем, 19 ноября Генри Дирборн, наконец, двинул свои войска к границе Канады, но, сделав лишь один переход, должен был вернуться обратно к Платсбергу из-за волнений, возникших среди милиционеров. Этим и окончились операции 1812 года. Американцы сделали ещё несколько попыток вернуть себе форт Детройт, но формировавшиеся для этого отряды (Гопкинса и Гаррисона), составленные из милиции, либо отказывались сражаться, либо разбегались по домам ещё в походе.
В 1813 году американцы выставили армию более чем в 40 тысяч человек для наступления на Канаду. 22 января авангард этих войск был разбит в битве при Френчтауне. Американцы потеряли убитыми 397 человек, и это максимальные потери американцев в одной отдельно взятой битве этой войны. Зато через 3 месяца (26 апреля) американский генерал Дирборн овладел главным городом Верхней Канады, Йорком, где захватил большие магазины (военные продовольственные склады).
Зимой 1812—1813 годов американский конгресс провёл законы, увеличившие регулярную армию до 44 полков пехоты, 4 полков артиллерии и 2 полков кавалерии, всего около 57 тысяч человек. Но в действительности американская армия в этом году не превышала 19½ тысяч человек.

### 1813 год
В начале 1813 года военные действия возобновились незначительными столкновениями сторон в районе реки Моми, к порогам которой направился небольшой американский отряд Винчестера, захвативший по пути Френчтаун, занятый британским гарнизоном. Однако подошедший от Брaунстауна и Малдена британский отряд Генри Проктера (1100 человек), вновь овладел этим пунктом, нанеся американцам полное поражение. Выступивший вслед за Винчестером к реке Моми, другой американский отряд генерала Гаррисона достиг этой речки и построил на её берегах форт Мейгс, сделавшийся на некоторое время предметом действий для британских войск. С конца апреля до августа английский отряд генерала Проктера, с перерывами, осаждал этот пункт, но не достигнув желательных результатов, в начале августа снял осаду и отошёл в Канаду.
Ввиду того, что успешные действия в западном районе были невозможны без обладания озером Эри, американцы предприняли в этом году энергичные меры по сооружению на этом озере своей флотилии, закончили это дело к сентябрю, а 10 сентября американская флотилия под командованием Перри нанесла поражение британской флотилии и обеспечила американцам господство на озере. С этого времени британские войска уже не могли удерживать за собой Малден, и занимавший этот пункт отряд Проктера отошёл вверх по реке Темзе. Его преследовал американский отряд Гаррисона (5500 человек), настигший его 5 октября у Моравиантауна, где произошло сражение. Британцы были разбиты; был убит индейский вождь Текумсе, со смертью которого индейцы отделились от британцев и уже более не принимали участия в военных действиях. Благодаря этим успехам американцы вернули себе большую часть территории Мичигана; лишь один форт Макино оставался в руках британцев.
В план кампании 1813 года, составленный американским военным министерством, входили захват города Кингстона и форта Прескот, обеспечивавшего верхнее течение реки Святого Лаврентия, а также экспедиция к Монреалю. Особенно важным представлялся захват реки Святого Лаврентия, отделявшей Верхнюю Канаду от Нижней. Однако с теми силами, которыми располагали американцы, достигнуть этого было нелегко. Операциями на берегах озера Онтарио в то время (начало 1813 года) руководил генерал Дирборн, стоявший с 7000 войска против 2300 человек британских солдат, занимавших Йорк (ныне Торонто) и форт Джордж. 27 апреля Дирборн переправился по озеру на неприятельский берег и в течение месяца, овладев этими пунктами, оттеснил британцев.
Между тем, пользуясь отсутствием Дирборна и слабостью американского гарнизона в Сакетс-Харборе, британский отряд Прево (около 1000 чел.) выступил 26 мая из Кингстона и пытался захватить этот пункт, но потерпел неудачу.
Тем не менее положение британцев представлялось достаточно благоприятным. Они владели Кингстоном, течением реки Святого Лаврентия и озером Онтарио. Британские войска под командованием генерала Джона Винсента, основу которых составлял 49-й пехотный полк при поддержке канадской милиции и союзных индейских племён, смогли не допустить американского вторжения вглубь Канады через Ниагару.
Британцам постепенно удалось усилить блокаду американского побережья по всей его протяжённости. В то же время английскому генералу Прево удалось вытеснить американцев из Канады и овладеть 24 декабря фортом Ниагара, открывавшим ему путь в Соединённые Штаты.
Американские войска Дирборна действовали, в общем, нерешительно, поэтому их операции на берегах озера Онтарио не принесли существенных результатов. Дирборн был заменён генералом Уилконсоном, который должен был действовать в согласии с генералом Хамптоном, командовавшим войсками (около 5000 человек регулярных войск) у озера Шамплейн. Однако эти оба генерала враждовали между собой и, несмотря даже на вмешательство в их раздоры военного министерства, не могли прийти к согласию. Наконец было решено, что Уилконсон с 8000 солдат пойдёт вниз по течению реки Святого Лаврентия, соединится с Хамптоном и поведёт все войска на Монреаль. 17 октября Уилконсон поплыл со своими войсками вниз по реке Святого Лаврентия; 1200 человек под командованием генерала Макомба шли северным берегом, рядом с флотилией, для охраны её фланга. Кроме того, одна бригада (генерала Брауна) тоже шла по северному берегу впереди отряда в качестве авангарда. 11 ноября у фермы Кристлерс шедшие сзади части Уилконсона были неожиданно атакованы британскими канонерскими лодками, нагнавшими их от Кингстона. В происшедшем столкновении американцы были приведены в беспорядок, понесли большие потери и были вынуждены выйти на южный берег и отступить от реки. После этого Вильконсон расположил свои войска на зимние квартиры. Таким образом, план соединения с отрядом Хамптона и совместного наступления к Монреалю потерпел крушение. Хамптон, бездействовавший в это время, расположился на зиму в окрестностях Платсберга. После этого враждебные действия в течение 1813 года ограничились мелкими столкновениями партизанских отрядов.

### 1814 и 1815 годы
На протяжении 1814 года США вновь угрожало полное поражение: после победы над Наполеоном в Европе Великобритания направила большие силы на борьбу с американцами, а правительство США к осени оказалось неплатёжеспособным.
В начале 1814 года конгресс США провёл значительное увеличение регулярной армии (до 62 733 человек), но набор, произведённый в сентябре, довёл число войск лишь до 30 000 человек. Однако было заметно некоторое улучшение войсковой подготовки. К февралю этого года положение американских сил было следующим. Отряд Брауна (2000 чел.) находился у Френч-миль, а остальные войска под командованием генерала Уилконсона расположились у Платсберга. В это время 8000 человек британских войск находились у Монреаля и занимали посты вдоль реки Ришельё.
До лета военные действия ограничивались мелкими пограничными стычками, не отражавшимися на взаимном положении сторон. Но в июле отряд Брауна, усиленный до 3500 человек, приступил к активным действиям в районе реки Ниагары. Его отряд состоял из 2 регулярных бригад (генералов У. Скотта и Рипли) и бригады милиционеров (генерала Портера). 3 июля Браун переправился через реку Ниагару и, овладев фортом Эри, поплыл вниз по реке к другим британским постам. Британцы имели в этих местах около 4000 человек под командованием генерала Риала. 5 июля бригада Портера, двигавшаяся в авангарде, столкнулась с британскими войсками у Чиппавы. В ходе сражения при Чиппеве американский авангард дрогнул и отступил в беспорядке, но в это время подошла бригада Скотта, и британцы были разбиты и рассеяны. Браун преследовал неприятеля до Куинстона, где оставался в бездействии более 2 недель. Узнав затем о приближении британских подкреплений, он пошёл обратно к Чиппаве. Когда же 24 июля бригада Скотта двинулась вперёд для разведки неприятеля, она встретила британские войска у Лэнди-Лэйн, где на следующий день произошло сражение при Ландис-Лейне. Хотя британцы и были сбиты со своей позиции, но американцы отступили к форту Эри; британцы не преследовали их. Тем не менее 15 августа они сделали попытку вернуть себе форт Эри, для чего произвели штурм, но были отбиты с уроном и 21-го отошли к Чиппаве.
В кампанию 1814 года самым крупным событием было нападение на Вашингтон, предпринятое соединёнными силами английского адмирала Джорджа Коберна и генерала Роберта Росса в качестве возмездия за разорение Йорка (Торонто). Эскадра с 3600 человек десанта вошла в реку Потомак. Отделив особый отряд для демонстраций против Балтимора, англичане двинулись к Вашингтону, обратив в бегство отряды американского ополчения при Бланденберге. Вечером 24 августа англичане вступили в город, разграбили его, предали пламени лучшие правительственные здания (Капитолий, Белый Дом) и захватили огромную военную добычу, включая более 200 орудий. Но частные здания почти не пострадали, так как британское командование приказало их не трогать. Главнокомандующий американской армией президент Мэдисон бежал из столицы.
В этот же поход была уничтожена американская флотилия из 17 канонерских лодок, захваченная врасплох. Однако на подступах к Балтимору у форта Макгенри 13—14 сентября англичане встретили более ожесточённое сопротивление. Нападение на Балтимор кончилось для британцев неудачей, равно как и наступление от Галифакса в Мэн.
Между тем, операции развивались и в другом месте. Британский флот поднялся по реке Ришельё до озера Шамплейн, а 11-тысячный отряд британцев под командованием Прево двинулся из Монреаля к Платсбергу. Там находился незначительный американский гарнизон, сильно укрепившийся. Однако военные действия окончились здесь, едва начавшись. Британцы атаковали Платсберг с суши и с моря, но успешные действия американских судов против британского флота 11 сентября вынудили Прево отойти в пределы Канады.
Вместе с тем, британцы организовали экспедицию для захвата Нового Орлеана. Во главе этой экспедиции стал генерал Пакенхэм. В декабре он вошёл с десантным отрядом в озеро Борн, лагуну Мексиканского залива, и высадил свои войска около верховья реки Бэю Мазант, в 10 милях к востоку от Нового Орлеана. В это время в этом городе находился 5-тысячный отряд американцев под командованием генерала Джексона. Вечером 24 декабря Джексон с частью своего отряда незаметно подошёл к передовым войскам британцев и атаковал их. Началось беспорядочное сражение, в котором американцы были отбиты. Джексон отошёл и расположил свои войска в укреплениях. 1 января 1815 г. произошла артиллерийская дуэль между сторонами. Наконец, 8 января, по прибытии некоторых подкреплений, Пакенхэм с отрядом в 5000 человек атаковал американцев. Британцы были отбиты, сам Пакенхэм был убит. Война к тому времени уже окончилась, но вести о подписании мира в Новый Орлеан поступили позже.
Российский император Александр I предлагал стать посредником в переговорах о заключении мира, однако переговоры начались без участия российских представителей в июне 1814 года, а 24 декабря был подписан Гентский договор, восстановивший довоенный статус-кво, но не решивший территориальных и экономических вопросов, вызвавших войну. В дотелеграфную эпоху новости из Европы доходили медленно, а потому фактически боевые действия завершились только в феврале 1815 года.

## Последствия
Очередная заморская война, на которую мало обращали внимания в метрополии, более занятой преследованием Наполеона, вынудила англичан окончательно смириться с потерей североамериканских колоний и сосредоточиться на развитии торговых связей с молодым американским государством. Уже в 1817 году удалось договориться о демилитаризации района Великих озёр (см. Договор Раша — Бэгота).
В свете известий о провале десанта под Новым Орлеаном мирный договор воспринимался в США как победа над одной из самых могущественных империй, что привело к росту патриотических настроений и решению по мере сил блокировать вмешательство европейцев в дела Нового света (см. доктрина Монро). Война наглядно продемонстрировала американской элите преимущества мощной военно-морской силы и ускорила строительство военных кораблей на верфях США.
Наиболее пострадали от войны североамериканские индейцы, которые не только потеряли финансовую поддержку Великобритании (в том числе прекратились поставки современного вооружения), но и на основании Закона о переселении индейцев были согнаны с родных мест на Индейскую территорию. Причём союзные американцам пять цивилизованных племён пострадали не в меньшей степени, чем враждебные (см. депортация чероки). На «решении индейского вопроса» во время и после войны сделал себе имя Эндрю Джексон, впоследствии избранный президентом США.

## Память о войне
Осадой Балтимора английскими войсками была вдохновлена песня Фрэнсиса Скотта Ки «Знамя, усыпанное звёздами», ставшая государственным гимном США.
В 1899 году на месте битвы при Стоуни-Крик (6 июня 1813 года) был открыт мемориальный парк, а в реставрированном «штабном доме» американских войск открыли музей. В музее представлены артефакты и документы, относящиеся к битве, а его сотрудники одеты в одежду начала XIX века. Каждый год, в начале июня, проводится реконструкция сражения.
О войне снято несколько фильмов, например, «Флибустьер» (The Buccaneer, реж. Энтони Куинн, США, «Paramount Pictures», 1958 г.) и «Текумзе» (Tekumze, реж. Ханс Кратерт, ГДР, киностудия «ДЕФА», 1972 год).
В 2012—2013 годах в честь двухсотлетия англо-американской войны 1812 года Канадский монетный двор выпустил пять монет — четыре 25-центовых (с изображением героев войны Салаберри, Текумсе, Брока и Секорд) и одну 2-долларовую (с изображением фрегата Шеннон).